# 효성ITX
효성ITX는 효성그룹의 IT 전문 계열사이다.

## 사업 내용
효성ITX의 사업 분야는 IT서비스, 컨택센터 서비스, 디스플레이 솔루션 사업이다.
IT서비스 사업은 클라우드 서비스, SI & SM(시스템 통합 및 유지보수) 서비스, CDN서비스 등의 사업이다. CDN서비스는 영화 • 뮤직비디오 • 스포츠 등 대용량 콘텐츠를 인터넷 망을 통해 빠르고 안정적으로 전달해주는 ‘콘텐츠 전송망 서비스’이다.
컨택센터 서비스 사업은 일반 기업 및 공공기관의 고객을 효과적으로 응대하고 관리하기 위한 서비스다. 문의안내, 주문접수, 불만처리 상담, 금융상품 판매 등 고객에 대한 기업의 창구역할을 담당하며 해당업무를 수행하기 위한 제반 시설을 구축하는 사업과 이를 운영하는 관리 시스템을 제공하고 있다.
디스플레이 솔루션 사업은 NEC의 프로젝터(Projector)를 수입•판매하는 사업으로, 프로젝터는 PC, TV, VCR, DVD등 각종 영상기기들의 신호를 입력 받아 렌즈를 통해 전면에 별도로 설치된 스크린 상에 확대된 영상을 표현해 주는 장비다. 기업, 학교 등에서 사용하는 일반 프로젝터와 디지털 영화 상영을 위한 디지털 시네마 프로젝터가 있다.

## 주요 연혁
- 1997.	회사 설립
- 2001.	효성그룹 계열사 편입
- 2004.	Display Solution 사업 진출
- 2007.	유가증권시장 상장
- 2010.	정보보호 국제표준 'ISO 27001' 인증
- 2012.	'ITX Cloud' 출시
- 2012.	IT 사업확대 (SI, 스토리지 유지보수 등 IT 신규 사업개시)
- 2013.	2013 일자리창출유공 대통령 표창
- 2014.	2014 ISMS(정보보안관리체계) 인증
- 2015.	2015 정부 소프트웨어 GS(Good Solution) 인증
- 2016.	효성ITX 클라우드 솔루션 ‘익스트림 스토리지(xtrmStorage) 2.0’ 출시(예정)